# 吳南穎
吳南穎（1982年10月30日—），暱稱Fiona、小南，出生於臺灣臺北市，華語流行音樂女歌手。2012年曾入圍第23屆金曲獎最佳新人獎。
2011年10月18日發行首張個人專輯《我只是吳南穎》出道。
2012年發行《再生》公益ep。
2018年12月20日發行第二張個人專輯《漫遊》。

## 生平

### 出道之前
吳南穎來自臺北市，青少年時便對歌唱有興趣，參加過一些歌唱比賽，如1995年信義區青少年歌唱比賽第一名、1995年南港區青少年歌唱比賽第二名、1995年大安區青少年歌唱比賽第一名、1998年滾石美少女歌唱大賽優勝、2002年EMI全亞洲歌唱大賽第二名，這些比賽取得了不少佳績，於是在心中產生了以歌唱為業的職志。
1999年起開始錄製廣告歌曲，並參加和聲錄製與演唱會和聲。2003年後開始唱可口可樂主題曲之後，得到製作公司浩世音樂的青睞而進入該公司。2004年與玩物尚志唱片簽約，2006年起師事臺灣知名和聲陳秀珠，隨之參與各大唱片公司歌唱教學工作，包括華研唱片、艾迴唱片等等。其中的歌手包括飛輪海、原味覺醒、林宥嘉、周定緯、潘裕文、許仁杰、李宣榕、安伯政、黑澀會九妞等等。
其後獨立擔任歌唱老師後，教過的歌手有綠茶、Febe菲比、劉香慈等，學校及團體歌唱教學與則有任教過學校：華岡藝校、國立戲曲台灣學院，佛光山歌詠隊等等的歌唱老師，並且擔任民視「明日之星」歌手訓練官以及配唱製作人。

### 出道
2011年，推出第一張個人專輯《我只是吳南穎》，由無非文化發行，2012年入圍第23屆金曲獎最佳新人獎；同年亦以該專輯入圍金音獎最佳創作歌手獎與最佳新人獎二項獎項。
2013年，吳南穎在與約滿之後，成為獨立音樂工作者，仍從事幕後音樂相關工作，舉凡詞曲創作、和聲編寫及演唱、歌曲製作無一不與，並以這些工作來累積未來專輯的能量。
2018年12月28日發行睽違六年後的第二張個人專輯《漫遊》。

## 音樂作品
- 《我只是吳南穎》（2011年10月18日）
- 《再生 公益EP》（2012年12月23日舉辦個人不插電公益巡迴，並於當天販售）
- 《漫遊》（2018年12月20日）